# Maria Efrosinina
Maria Efrosinina (ukrainien : Марія Олександрівна Єфросініна (Mariia Oleksandrivna Iefrosinina)), (née le 25 mai 1979 à Kertch), est une animatrice de télévision ukrainienne.

## Biographie
Diplômée d'une école secondaire avec une médaille d'or (un tableau d'honneur), Masha s'inscrit dans le département des langues étrangères à l'université de Kiev pour obtenir le diplôme d'interprète en anglais et en espagnol.
À 19 ans, elle fait ses débuts sur la Natsionalnyi Pershyi dans le programme Stshastlivi Zvonok. En 2002, elle a reçu le prix Teletriumf à la nomination du meilleur spectacle TV.
En 2005, elle a coprésenté le cinquantième Concours Eurovision de la chanson aux côtés de Pavlo Shylko, en direct du palais des sports de Kiev devant un public européen de quelque 150 millions de personnes. Elle a également coprésenté le tirage au sort de l'Euro 2012 de football au Palais de la Culture et des Sciences de Varsovie, le 7 février 2010.
En 2009, elle a présenté, aux côtés de Andriy Domansky, la Fabrika Zirok 3, la version ukrainienne version de Star Academy, sur la Novy Kanal. En 2010, elle revient présenter la Fabrika Superfinal, une émission permettant à 16 anciens candidats de revenir tenter leur chance.

## Famille
Elle est l'aînée des deux filles de Oleksandr Yefrosinin et de Liudmyla Pavlovna Yefrosinina dans une famille d'origine polonaise, russe et tatar.
Elle épouse en 2003 l'homme d'affaires ossète Tymur Khromaiev avec qui elle a eu une fille Nana née le 16 février 2004 et un fils Oleksandr né le 25 août 2014. La grossesse de son second enfant a failli prendre un tournant tragique en raison d'un accident de voiture dont elle est sortie indemne avec son mari durant l'hiver 2014.
Sa sœur Yelyzaveta a épousé Andriy Iouchtchenko, fils de l'ancien président ukrainien Viktor Iouchtchenko.